# Oborniki Śląskie (gromada)
Oborniki Śląskie (alt. zapis Oborniki Śl.) – dawna gromada, czyli najmniejsza jednostka podziału terytorialnego Polskiej Rzeczypospolitej Ludowej w latach 1954–1972.
Gromady, z gromadzkimi radami narodowymi (GRN) jako organami władzy najniższego stopnia na wsi, funkcjonowały od reformy reorganizującej administrację wiejską przeprowadzonej jesienią 1954 do momentu ich zniesienia z dniem 1 stycznia 1973, tym samym wypierając organizację gminną w latach 1954–1972.
Gromadę Oborniki Śl. z siedzibą GRN w mieście Obornikach Śl. (nie wchodzącym w skład gromady) utworzono – jako jedną z 8759 gromad na obszarze Polski – w powiecie trzebnickim w woj. wrocławskim, na mocy uchwały nr 29/54 WRN we Wrocławiu z dnia 2 października 1954. W skład jednostki weszły obszary dotychczasowych gromad Kuraszków, Morzęcin Wielki, Siemianice i Świerzów ze zniesionej gminy Oborniki Śl. oraz Wilkowa Wielka ze zniesionej gminy Skokowa w tymże powiecie. Dla gromady ustalono 14 członków gromadzkiej rady narodowej.
1 stycznia 1960 do gromady Oborniki Śl. włączono wsie Osola i Wielka Lipa ze zniesionej gromady Osolin w tymże powiecie.
31 grudnia 1961 z gromady Oborniki Śl. wyłączono wieś Kopaszyn, włączając ją do gromady Prusice w tymże powiecie; do gromady Oborniki Śląskie włączono natomiast wsie Niziny, Lubnów, Jajków, Nowosielce i Zalesie ze zniesionej gromady Uraz oraz wsie Kowale, Piekary, Droszów, Przecławice, Borkowice i Wilczyn ze zniesionej gromady Kowale tamże.
1 stycznia 1972 do gromady Oborniki Śląskie włączono obszar zniesionej gromady Pęgów (oprócz wsi Ozorowice i Szewce) w tymże powiecie, tzn. wsie Pęgów, Golędzinów, Kotowice, Zajączków, Paniowice, Uraz i Raków.
Gromada przetrwała do końca 1972 roku, czyli do kolejnej reformy gminnej. 1 stycznia 1973 powiecie trzebnickim reaktywowano gminę Oborniki Śląskie.